# Proteolepas bivincta
Proteolepas bivincta är en kräftdjursart som beskrevs av Darwin 1854. Proteolepas bivincta ingår i släktet Proteolepas och familjen Crinoniscidae. Inga underarter finns listade i Catalogue of Life.